# Parc Arboretum du Manoir aux Loups
El Parque Arboreto del Manoir aux Loups (en francés: Parc Arboretum du Manoir aux Loups) es un arboreto de 5 hectáreas de extensión de propiedad privada en Halluin Francia.
Jardín acreditado por la « Parcs et Jardins du Nord/Pas-de-Calais » (Asociación de Parques y Jardines del Norte / Paso-de-Calais).
También está catalogado como « Jardin Remarquable» ( jardín notable ) en el 2004 por el « Ministère de la Culture et de la Communication » (Ministerio de la Cultura y la Comunicación) de Francia.

## Localización
El parque está situado en las laderas del Monte de Halluin, entre la aglomeración lillloise y la frontera belga.
Parc Arboretum du Manoir aux Loups, 300 Route de Neuville Halluin, Département de Nord, Nord-Pas-de-Calais, France-Francia.
Está abierto y es visitable en primavera y otoño además de los sábados en el verano. Se cobra una tarifa de entrada.

## Historia
Este parque fue creado porarquitecto paisajista belga Jules Buyssens (1872–1958) en 1930. Hizo plantaciones, cavó un estanque, pasarelas y plataformas en el terreno. 
A continuación, el parque fue abandonado durante los años de la Segunda Guerra Mundial. 
Se remodeló por el actual propietario con la ayuda del arquitecto del paisaje inglés Percy Stephen Cane en 1950. Se realizaron numerosas  plantaciones de más de mil árboles incluyendo cientos de variedades de coníferas.
La etiqueta nacional de Francia de "Jardin Remarquable" le fue otorgada por decisión del "Ministerio de la Cultura y la Comunicación" por "su belleza escénica articularmente atractiva".

## Colecciones
Es una importante reserva ecológica, consta de casi 320 variedades de coníferas de los 5 continentes.
Además de 80 especies planifolios. 
Entre los especímenes de interés se incluye Abies nebrodensis, Calocedrus decurrens, Cedrus libani, Chamaecyparis lawsoniana, Chamaecyparis nootkatensis, Cupressocyparis leylandii, Larix decidua, Metasequoia glyptostroboides, Pinus sylvestris, Prunus subhirtella, y Quercus petraea.